# ورزشگاه الکس اسپانوس

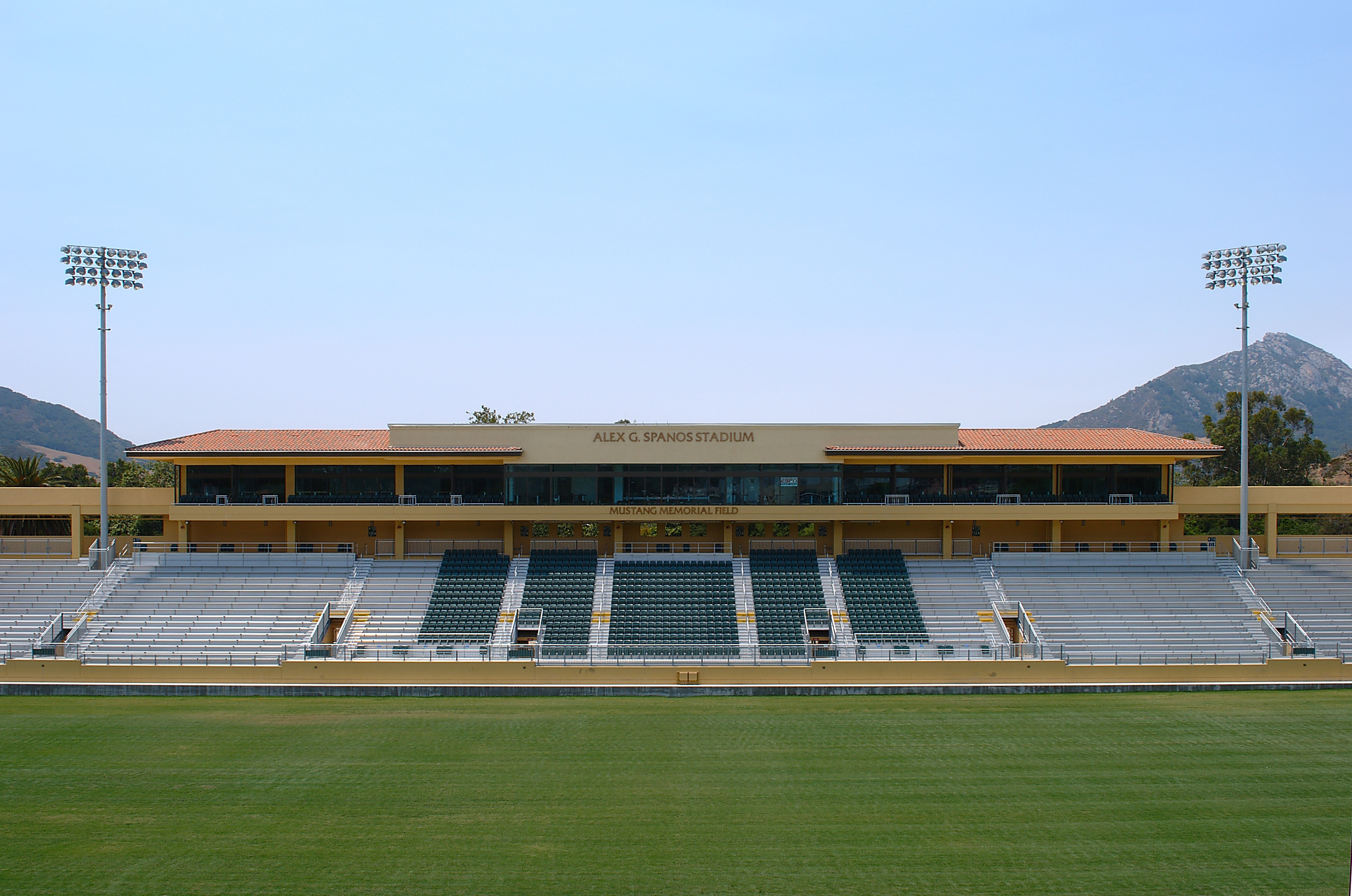

ورزشگاه الکس اسپانوس (به انگلیسی: Alex G. Spanos Stadium) با ظرفیت ۱۱٬۰۷۵ نفر در شهر سان‌لوییس اوبیسپو ایالت کالیفرنیا واقع شده‌استو دارای زمین چمن می‌باشد.